# 워크맨 (웹 예능)
《워크맨》은 2019년 5월 17일부터 유튜브에서 방송되고 있는 웹예능으로, 스튜디오 룰루랄라 가 제작했다.

## 시즌 1

### 2019년
| 화차 | 공개일        | 직업 이름     | 비고          |
| ---- | ------------- | ------------- | ------------- |
| 1화  | 5월 17일      | 영화관        | 메가박스      |
| 2화  | 5월 24일      | 야구장        |               |
| 3화  | 5월 31일      | 맥주보이      |               |
| 4화  | 6월 7일       | 고깃집        |               |
| 5화  | 6월 14일      | 워터파크      |               |
| 6화  | 6월 21일      | 소개팅 앱     |               |
| 7화  | 6월 28일      | 키즈카페      | 타이니        |
| 8화  | 7월 5일       | PC방          |               |
| 9화  | 7월 12일      | 전단지        |               |
| SP   | 독립채널 오픈 | 독립채널 오픈 | 독립채널 오픈 |
| 10화 | 7월 19일      | 미용실 스탭   |               |
| 11화 | 7월 26일      | 맥주판족      |               |
| 12화 | 8월 2일       | 녹즙배달      |               |
| 13화 | 8월 9일       | 피자집        | 도미노 피자   |
| 14화 | 8월 16일      | 놀이동산 1탄  | 에버랜드      |
| 15화 | 8월 23일      | 항공사        | 이스타 항공   |
| 16화 | 8월 30일      | 편의점        | GS25          |
| 17화 | 9월 6일       | 게임회사      | 넥슨          |
| 18화 | 9월 13일      | 놀이동산 2탄  | 에버랜드      |
| 19화 | 9월 20일      | 음악방송      |               |
| 20화 | 9월 27일      | 술집          |               |
| 21화 | 10월 4일      | 건설현장      |               |
| 22화 | 10월 11일     | 민속촌        | 한국 민속촌   |
| 23화 | 10월 18일     | 수산시장      |               |
| 24화 | 10월 25일     | 옷가게        |               |
| 25화 | 11월 6일      | 보조출연      | 드라마        |
| 26화 | 11월 8일      | 호텔리어      | 신화호텔      |
| 27화 | 11월 15일     | 게스트하우스  | 낯가림        |
| 28화 | 11월 23일     | 배달          |               |
| 29화 | 11월 29일     | 주유소        | GS칼텍스      |
| 30화 | 12월 6일      | 어린이집      | 예담어린이집  |
| 31화 | 12월 13일     | 타이어 매장   |               |
| 32화 | 12월 20일     | 빵집          | 파리바게트    |
| 33화 | 12월 27일     | 스키장        |               |

### 2020년
| 화차 | 공개일    | 직업(알바) 이름  | 장성규        | 김민아        | 비고                    |
| ---- | --------- | ---------------- | ------------- | ------------- | ----------------------- |
| 34화 | 1월 3일   | 아이돌 매니저    | ✔             |               | 엑소의 매니저로 체험    |
| 35화 | 1월 10일  | 아나운서         | ✔             |               |                         |
| 36화 | 1월 17일  | 찜질방           |               | ✔             |                         |
| 37화 | 1월 24일  | 휴게소           | ✔             |               |                         |
| 38화 | 1월 31일  | 강아지 유치원    | ✔             |               |                         |
| 39화 | 2월 7일   | 패밀리 레스토랑  | ✔             |               |                         |
| 40화 | 2월 14일  | 중국집           |               | ✔             |                         |
| SP   | 2월 28일  | 라이브 퀴즈쇼    | 라이브 퀴즈쇼 | 라이브 퀴즈쇼 |                         |
| 41화 | 3월 6일   | 달걀공장         | ✔             |               |                         |
| 42화 | 3월 11일  | 부업             | ✔             | ✔             | [ 1 ]                   |
| 43화 | 3월 13일  | 부업             | ✔             | ✔             |                         |
| 44화 | 3월 20일  | 부업             | ✔             | ✔             |                         |
| 45화 | 3월 27일  | 웨딩홀           | ✔             |               |                         |
| 46화 | 4월 3일   | 세탁소           | ✔             |               |                         |
| 47화 | 4월 10일  | 아쿠아리움       | ✔             |               |                         |
| 48화 | 4월 17일  | 캠핑장           |               | ✔             |                         |
| 49화 | 4월 24일  | 꽃시장           | ✔             |               |                         |
| 50화 | 5월 1일   | 출판사           | ✔             |               |                         |
| 51화 | 5월 8일   | 장난감 가게      |               | ✔             |                         |
| 52화 | 5월 15일  | 프로듀서         | ✔             |               | JTBC 방송국             |
| 53화 | 5월 22일  | 마트             | ✔             |               |                         |
| 54화 | 5월 29일  | 한국관광공사     | ✔             |               |                         |
| 55화 | 6월 5일   | 세차장           | ✔             |               | 비 게스트 등장          |
| 56화 | 6월 12일  | 고물상           |               | ✔             |                         |
| 57화 | 6월 19일  | 텐트대여         | ✔             |               |                         |
| 58화 | 6월 26일  | 경찰             | ✔             |               |                         |
| 59화 | 7월 3일   | 홈쇼핑MD         | ✔             |               |                         |
| 60화 | 7월 17일  | 하수처리장       | ✔             |               | 이상엽 게스트 등장      |
| 61화 | 7월 24일  | 신발매장         | ✔             |               |                         |
| 62화 | 7월 31일  | 포장마차         | ✔             |               | 박재범 게스트 등장      |
| 63화 | 8월 7일   | 승마장           | ✔             |               |                         |
| 64화 | 8월 14일  | 실내 낚시터      | ✔             |               |                         |
| 65화 | 8월 21일  | 골프장           | ✔             |               | 제주도 특집 1탄         |
| 66화 | 8월 28일  | 해녀             | ✔             |               | 제주도 특집 2탄         |
| 67화 | 9월 11일  | 구독자 소통 특집 | ✔             |               | 하승진. 이근 전화 출연  |
| 68화 | 9월 18일  | 볼링장           | ✔             |               |                         |
| 69화 | 9월 25일  | 엑세서리 공장    | ✔             |               | 하승진 게스트 등장      |
| 70화 | 10월 2일  | 사과농장         | ✔             |               | KCM, 장규리 게스트 등장 |
| 71화 | 10월 9일  | 양봉장           | ✔             |               | 신동 게스트 등장        |
| 72화 | 10월 16일 | 국회 보좌관      | ✔             |               |                         |

| 화차 | 공개일    | 직업(알바) 이름       | 장성규 | 비비 | 비고                    |
| ---- | --------- | --------------------- | ------ | ---- | ----------------------- |
| 73화 | 10월 23일 | 스포츠몬스터          |        | ✔    |                         |
| 74화 | 10월 30일 | 농구장                | ✔      |      | 서울 SK 나이츠          |
| 75화 | 11월 6일  | 관세청 직원           | ✔      |      | 로꼬 게스트 출연        |
| 76화 | 11월 13일 | 아이스링크장          |        | ✔    | 롯데월드 어드벤처       |
| 77화 | 11월 20일 | 식품공장              | ✔      |      | 슬리피 게스트 출연      |
| 78화 | 11월 27일 | 스포츠 의류 디자이너  | ✔      |      |                         |
| 79화 | 12월 4일  | 에뛰드 / 화장품 매장  | ✔      |      |                         |
| 80화 | 12월 11일 | 에뛰드 / 화장품 매장  | ✔      |      |                         |
| 81화 | 12월 18일 | 데이터 수집 가공 직업 | ✔      |      |                         |
| 82화 | 12월 25일 | 서바이벌장            | ✔      | ✔    | 야전삽 짱재 게스트 출연 |

### 2021년
본 프로그램은 질병관리청 방역 지침에 따라, 코로나19 범유행과 관련해 출연진, 스태프 관계자들의 개인 위생수칙을 준수합니다.
| 화차  | 공개일    | 직업(알바) 이름                        | 장성규 | 비비 | 비고                                   |
| ----- | --------- | -------------------------------------- | ------ | ---- | -------------------------------------- |
| 83화  | 1월 1일   | 신년특집                               | ✔      |      |                                        |
| 84화  | 1월 8일   | 오락실                                 | ✔      |      |                                        |
| 85화  | 1월 15일  | 야쿠르트                               | ✔      |      |                                        |
| 86화  | 1월 22일  | 연극 스탭                              | ✔      |      |                                        |
| 87화  | 1월 29일  | 웹툰 어시스턴트                        |        | ✔    |                                        |
| 88화  | 2월 5일   | 커플매니저                             | ✔      |      |                                        |
| 89화  | 2월 19일  | LUSH (화장품)                          | ✔      |      | 카더가든 게스트 출현                   |
| 90화  | 2월 26일  | 지하철 청소                            | ✔      |      | 카더가든 게스트 출현                   |
| 91화  | 3월 5일   | 왁싱샵                                 | ✔      |      |                                        |
| 92화  | 3월 12일  | 펀드매니저                             | ✔      |      |                                        |
| 93화  | 3월 19일  | 바텐더                                 |        | ✔    |                                        |
| 94화  | 3월 26일  | 구급대원                               | ✔      |      |                                        |
| 95화  | 4월 2일   | 베이비 스튜디오                        | ✔      |      |                                        |
| 96화  | 4월 9일   | 라이브 커머스                          | ✔      |      |                                        |
| 97화  | 4월 16일  | 만화카페                               | ✔      |      |                                        |
| 98화  | 4월 23일  | 네일샾                                 | ✔      |      |                                        |
| 99화  | 4월 30일  | 엔터테인먼트 홍보팀                    | ✔      |      |                                        |
| 100화 | 5월 7일   | 고층빌딩 외벽 청소 쭈꾸미 어업         |        |      |                                        |
| SP    | 5월 9일   | 워크맨 100회 기념 LIVE                 |        |      |                                        |
| 101화 | 5월 14일  | 스타일리스트                           | ✔      |      |                                        |
| 102화 | 5월 21일  | 떡집                                   | ✔      |      | 헤이즈 게스트 출현                     |
| 103화 | 5월 28일  | 목장                                   | ✔      |      |                                        |
| 104화 | 6월 4일   | 이삿집 센터                            | ✔      |      |                                        |
| 105화 | 6월 11일  | 서점                                   | ✔      |      | 영풍문고                               |
| 106화 | 6월 18일  | 선생님                                 | ✔      |      |                                        |
| 107화 | 6월 25일  | 새벽배송                               | ✔      |      |                                        |
| 108화 | 7월 16일  | 고층빌딩                               | ✔      |      | 롯데월드타워                           |
| 109화 | 7월 23일  | 빠지                                   | ✔      |      | 수상스키                               |
| 110화 | 7월 30일  | 빙수가게                               | ✔      |      | 설빙                                   |
| 111화 | 8월 6일   | 장어잡이                               | ✔      |      | 효정 게스트 출현                       |
| 112화 | 8월 13일  | 수제캔디                               | ✔      |      |                                        |
| 113화 | 8월 20일  | 마술사                                 | ✔      |      |                                        |
| 114화 | 8월 27일  | 심마니                                 | ✔      |      |                                        |
| 115화 | 9월 3일   | 택시기사                               | ✔      |      |                                        |
| 116화 | 9월 10일  | 생수회사                               | ✔      |      |                                        |
| 117화 | 9월 17일  | 공차                                   | ✔      |      |                                        |
| 118화 | 9월 24일  | 미방영분 하드털이                      |        |      |                                        |
| 119화 | 10월 1일  | 떡볶이 가게                            | ✔      |      | 동대문 엽기떡볶이 사토모에카 일일 알바 |
| 120화 | 10월 8일  | 낙지잡이                               | ✔      |      | 하성운, 키노 게스트 출현               |
| 121화 | 10월 15일 | 카드회사                               | ✔      |      | BC카드                                 |
| 122화 | 10월 22일 | 피부관리사                             | ✔      |      |                                        |
| 123화 | 10월 29일 | 햄버거집                               | ✔      |      | 쉐이크쉑 조슈아, 호시 게스트 출현      |
| 124화 | 11월 5일  | 패스트푸드 피자집                      | ✔      |      | 고피자 이동욱 게스트 출현              |
| 125화 | 11월 12일 | 고용노동부 직원                        | ✔      |      | (인천 고용복지센터)                    |
| 126화 | 11월 19일 | 댄서                                   | ✔      |      |                                        |
| 127화 | 11월 26일 | 치킨집                                 | ✔      |      |                                        |
| 128화 | 12월 3일  | 광고회사                               | ✔      |      |                                        |
| 129화 | 12월 10일 | 토스트집                               | ✔      |      | 이삭 토스트                            |
| 특집  | 12월 13일 | 지옥 패러디(워크맨 라이브 커머스 예고) |        |      |                                        |
| 130화 | 12월 17일 | 명품 감정사                            | ✔      |      |                                        |
| 131화 | 12월 24일 | 케이크 공장                            | ✔      |      |                                        |
| 132화 | 12월 31일 | 커피차                                 |        |      |                                        |

### 2022년
본 프로그램은 질병관리청 방역 지침에 따라, 코로나19 범유행과 관련해 출연진, 스태프 관계자들의 개인 위생수칙을 준수합니다.
| 화차   | 공개일    | 직업 이름                                  | 비고                                             |
| ------ | --------- | ------------------------------------------ | ------------------------------------------------ |
|        | 1월 5일   | 새 워크맨 노동요 제작                      |                                                  |
| 133화  | 1월 7일   | 수제맥주 공장                              | 오마이걸 효정, 김기리 게스트 출현                |
|        | 1월 10일  | 헤어,지지말자 - 오마이김앤장 뮤직비디오    |                                                  |
| 134화  | 1월 14일  | 태권도 사범                                |                                                  |
| 135화  | 1월 21일  | 심부름                                     |                                                  |
| 특집   | 1월 28일  | 라이브 커머스 풀방송                       |                                                  |
| 136화  | 2월 4일   | 학원 조교                                  |                                                  |
| 137화  | 2월 11일  | 강아지 훈련사                              |                                                  |
| 138화  | 2월 18일  | 붕어빵 가게                                |                                                  |
| 139화  | 2월 25일  | 막걸리 공장                                | 조나단 욤비 게스트 출현                          |
| 140화  | 3월 4일   | 교복점                                     |                                                  |
| 141화  | 3월 11일  | 중고차 세일즈맨                            |                                                  |
| 142화  | 3월 18일  | 가구점                                     | 한샘                                             |
|        | 3월 25일  | Workman - Please don't leave ME 뮤직비디오 |                                                  |
| 143화  | 4월 8일   | 학습지 방문교사                            |                                                  |
| 144화  | 4월 15일  | 분식집                                     |                                                  |
| 145화  | 4월 22일  | 녹지관리                                   | 빌리 (문수아, 츠키) 게스트 출현                  |
| 146화  | 4월 29일  | 딸기농장                                   | 빅톤 (강승식, 최병찬) 게스트 출현                |
| 147화  | 5월 6일   | 키자니아                                   |                                                  |
| 148화  | 5월 13일  | 단식원                                     | 르세라핌 (김채원) 게스트 출현                    |
| 149화  | 5월 20일  | 샌드위치집                                 | 써브웨이                                         |
| 150화  | 5월 27일  | 스냅 사진작가                              |                                                  |
| 151화  | 6월 3일   | 서울                                       | 세스코                                           |
| 152화  | 6월 10일  | 캐스트                                     | 롯데월드 캐스트 1탄                              |
| 153화  | 6월 17일  |                                            | 롯데월드 캐스트 2탄 최종회                       |
| 특별판 | 9월 16일  |                                            | 이정재, 허성태, 정만식, 정우성영화 헌트 무대인사 |
| 특별판 | 10월 28일 | 워크맨 시즌 1 어워즈                       |                                                  |

## 시즌 2

### 2022년
본 프로그램은 질병관리청 방역 지침에 따라, 코로나19 범유행과 관련해 출연진, 스태프 관계자들의 개인 위생수칙을 준수합니다.
| 화차 | 공개일    | 직업 이름               | 비고                       |
| ---- | --------- | ----------------------- | -------------------------- |
| 1화  | 11월 11일 | 햄버거집                | 롯데리아 메이트            |
| 2화  | 11월 18일 | 원시인                  | 구석기축제                 |
| 3화  | 11월 23일 | 막창집                  |                            |
| 4화  | 11월 25일 | 국제기능올림픽대회 스탭 |                            |
| 5화  | 12월 2일  | 은행원                  | 신협                       |
| 6화  | 12월 9일  | 축구교실                | 김기혁 게스트 출현         |
| 7화  | 12월 16일 | 앱기획자                | GC케어                     |
| 8화  | 12월 23일 | 온라인 쇼핑몰           |                            |
| 9화  | 12월 30일 | 변호사                  | 박성웅, 최유나 게스트 출현 |

### 2023년
본 프로그램은 질병관리청 방역 지침에 따라, 코로나19 범유행과 관련해 출연진, 스태프 관계자들의 개인 위생수칙을 준수합니다.
| 화차 | 공개일    | 직업 이름                                         | 비고                                            |
| ---- | --------- | ------------------------------------------------- | ----------------------------------------------- |
| 10화 | 1월 6일   | 커피점                                            | 메가MGC커피                                     |
| 11화 | 1월 13일  | 자동차시트연구원                                  | 현대트렌시스                                    |
| 12화 | 1월 20일  | 헬스장                                            |                                                 |
| 13화 | 1월 27일  | 아웃백                                            | 시즌 1 39화 촬영지                              |
| 14화 | 2월 3일   | 감귤 농장                                         |                                                 |
| 15화 | 2월 10일  | 초콜릿 공장                                       | 부석순 게스트 출연                              |
|      | 3월 17일  | 방송불가 판정 받은 워크맨 인터뷰 모음 - 비하인드2 |                                                 |
| 16화 | 3월 24일  | 콘서트 진행요원                                   | 서울종합운동장                                  |
| 17화 | 3월 31일  | 제과점                                            | 노티드                                          |
| 18화 | 4월 7일   | 고양이카페                                        |                                                 |
| 19화 | 4월 14일  | 도배사                                            |                                                 |
| 20화 | 4월 24일  | 회전초밥집                                        | NCT 정우 게스트출연                             |
| 21화 | 4월 28일  | 행사단기                                          |                                                 |
| 22화 | 5월 5일   | 도시락집                                          | 오색만찬                                        |
| 23화 | 5월 12일  | 조향사                                            |                                                 |
| 24화 | 5월 19일  | 웨딩플레너                                        |                                                 |
| 25화 | 5월 26일  | 마라탕                                            |                                                 |
| 26화 | 6월 2일   | 대학교행사                                        |                                                 |
| 27화 | 6월 9일   | 고기집                                            |                                                 |
| 28화 | 6월 16일  | 켈리 (맥주) 판촉                                  | 하이트진로                                      |
| 29화 | 6월 23일  | 평양냉면집                                        |                                                 |
| 30화 | 6월 30일  | 과일가게                                          | 가락시장 인피니트 성규 게스트 출연              |
| 31화 | 7월 7일   | 에어컨 설치기사                                   |                                                 |
| 32화 | 7월 14일  | 핫도그가게                                        | 명량핫도그                                      |
| 33화 | 7월 21일  | 백숙집                                            |                                                 |
| 34화 | 7월 28일  | 메이크업 아티스트                                 | JTBC                                            |
| 35화 | 8월 4일   | 국밥집                                            | 나선욱 게스트 출현                              |
| 36화 | 8월 11일  | 반려동물 용품샾                                   |                                                 |
| 37화 | 8월 25일  | 탕후루가게                                        |                                                 |
| 38화 | 9월 1일   | PC방                                              | 허영지 게스트 출연                              |
| 39화 | 9월 8일   | 스턴트맨                                          | 던 게스트 출연                                  |
| 40화 | 9월 15일  | 유람선 승무원                                     | 워크맨 사상 최장 시간 촬영한 회차.              |
| 41화 | 9월 22일  | 아동복 매장                                       |                                                 |
| 42화 | 9월 29일  | 투자자산운용사                                    | 한국거래소                                      |
| 43화 | 10월 6일  | 댄스학원 강사                                     | 이석훈 월간워크맨 게스트 출연                   |
| 44화 | 10월 13일 | 환경부                                            | 카더가든 게스트 출현                            |
| 45화 | 10월 20일 | 수입차 딜러                                       | BMW                                             |
| 46화 | 10월 27일 | 벼농사                                            | 세븐틴 (조슈아, 준) 게스트 출연                 |
| 47화 | 11월 3일  | 키즈카페                                          | 투모로우바이투게더 범규 게스트 출연             |
| 48화 | 11월 10일 | 여행사 가이드                                     |                                                 |
| 49화 | 11월 17일 | 김치공장                                          | 에픽하이 게스트 출현                            |
| 50화 | 11월 24일 | 쿠팡                                              |                                                 |
| 51화 | 12월 1일  | 베이커리카페                                      | 오마이걸 미미 월간워크맨 게스트 출현 현대백화점 |
| 52화 | 12월 8일  | 속초 순대국밥집                                   |                                                 |
| 53화 | 12월 15일 | 이탈리아 요리                                     |                                                 |
| 54화 | 12월 22일 | 모텔                                              |                                                 |
| 55화 | 12월 29일 | 맥주집                                            |                                                 |

### 2024년
| 화차  | 공개일    | 직업 이름            | 비고                                                                              |
| ----- | --------- | -------------------- | --------------------------------------------------------------------------------- |
| 56화  | 1월 5일   | 영어선생님           |                                                                                   |
| 57화  | 1월 15일  | LA세탁소             |                                                                                   |
| 58화  | 1월 19일  | 곡예                 | B1A4 게스트 출연                                                                  |
| 59화  | 1월 26일  | 사우나               | 브라이언 게스트 출연                                                              |
| 60화  | 2월 2일   | 파인다이닝           |                                                                                   |
| 61화  | 2월 16일  | 보드게임카페         |                                                                                   |
| 62화  | 3월 1일   | 스피닝               |                                                                                   |
| 63화  | 3월 15일  | 음식모형             |                                                                                   |
| 64화  | 3월 22일  | 테일러샵             |                                                                                   |
| 65화  | 3월 29일  | 집사카페             |                                                                                   |
| 66화  | 4월 5일   | 바버샵               |                                                                                   |
| 67화  | 4월 12일  | 영양사               |                                                                                   |
| 68화  | 4월 19일  | 영화관               | 메가박스 라이즈 게스트 출연                                                       |
| 69화  | 4월 26일  | 텍사스 바비큐        |                                                                                   |
| 70화  | 5월 3일   | 클라이밍             |                                                                                   |
| 71화  | 5월 10일  | 사육사               | 에버랜드                                                                          |
| 72화  | 5월 24일  | 소시지공장           |                                                                                   |
| 73화  | 5월 31일  | 프로모터             |                                                                                   |
| 74화  | 6월 7일   | 기숙학원             | 미미미누 게스트 출연                                                              |
| 75화  | 6월 14일  | 고객센터             |                                                                                   |
| 76화  | 6월 21일  | 호텔                 |                                                                                   |
| 77화  | 6월 27일  | 디자인스토어         |                                                                                   |
| 78화  | 7월 5일   | 예보관               | 기상청                                                                            |
| 79화  | 7월 12일  | 식품연구원           | STAYC 게스트 출현                                                                 |
| 80화  | 7월 19일  | 편의점               | GS25 고준희 게스트 출연                                                           |
| 81화  | 7월 26일  | 워터파크             | 캐리비안 베이 Young K 게스트 출연                                                 |
| 82화  | 8월 2일   | 중고차               | 케이카 김예원 게스트 출연                                                         |
| 83화  | 8월 16일  | 이삿짐 센터          | 시그니엘 장성규의 휴가 또는 출장으로 인하여, 게스트로 (조진세 김원훈)이 대신 출연 |
| 84화  | 8월 23일  | 롤파크 알바          |                                                                                   |
| 85화  | 8월 30일  | 안경집 알바          | 보이넥스트도어 (이한, 운학) 게스트 출연                                           |
| 86화  | 9월 6일   | 고깃집               | 오마이걸 (승희, 유빈) 게스트 출현                                                 |
| 87화  | 9월 13일  | 화장품               | 올리브영 지예은 게스트 출현                                                       |
| 88화  | 9월 20일  | 알로에               | 김정문알로에 알로에숲 백호 게스트 출연                                            |
| 89화  | 9월 27일  | 대청댐 청소          | 대니 구 게스트 출현                                                               |
| 90화  | 10월 4일  | 직원                 | 한국수자원공사 나현영 게스트 출연                                                 |
| 91화  | 10월 11일 | 승무원               | 한국철도공사 레일크루즈 해랑 ILLIT (윤아, 민주) 게스트 출연                       |
| 92화  | 10월 18일 | 팀홀튼               | 대니 구 게스트 출연                                                               |
| 93화  | 10월 25일 | 통계청               | 정부대전청사 빠니보틀 게스트 출연                                                 |
| 94화  | 11월 1일  | 조종사 교관          | 울진비행훈련원 강한나 게스트 출연                                                 |
| 95화  | 11월 8일  | 포켓몬 GO 트레이너   | 송도국제도시 허영지와 강남 게스트 출연                                            |
| 96화  | 11월 15일 | 메이드카페           | 러브엔젤 에픽하이 게스트 출현                                                     |
| 97화  | 11월 22일 | LH 인턴              | 한국토지주택공사 NMIXX 해원 게스트 출연                                           |
| 98화  | 11월 29일 | 강아지 모델 매니저   | 홍석천 게스트 출현                                                                |
| 99화  | 12월 6일  | 매거진 에디터        | QWER (히나,시연) 게스트 출연                                                      |
| 100화 | 12월 13일 | 샤브뷔페 알바        | 샤브올데이 이수지 게스트 출연                                                     |
| 101화 | 12월 20일 | 수산시장 알바        | 노량진 수산시장 장성규의 발목 부상으로 인하여, 게스트로 배우 강한나가 대신 출연   |
| 102화 | 12월 20일 | 치킨집 소개팅 매니저 | BBQ 우주소녀 다영 게스트 출연                                                     |

### 2025년
| 화차  | 공개일   | 직업 이름         | 비고                                                                  |
| ----- | -------- | ----------------- | --------------------------------------------------------------------- |
| 102화 | 1월 10일 | 카페 알바         | 윤두준 게스트 출연                                                    |
| 103화 | 1월 17일 | 베이컨            | 에스푸드                                                              |
| 104화 | 1월 24일 | 만두가게          | 연만두                                                                |
| 105화 | 1월 31일 | 정밀 농업         | 청년창업농임대 스마트팜원예단지                                       |
| 106화 | 2월 7일  | 키즈카페 워터파크 | 한화호텔앤드리조트                                                    |
| 107화 | 2월 14일 | 원룸청소          | 우정잉 게스트 출연                                                    |
| 108화 | 2월 21일 | 영양 상담사       | 에스터포뮬러                                                          |
| 109화 | 2월 28일 | 뷰티 마케터       | 더마토리                                                              |
| 110화 | 3월 14일 | 건담매장          | 건담베이스 아이파크몰 용산점 LE SSERAFIM (사쿠라, 카즈하) 게스트 출연 |
| 111화 | 3월 21일 | 화장품 임상실험   | 아이씨바이오 송하빈과 THE BOYZ의 선우가 게스트 출연                   |
| 112화 | 3월 28일 | 분장실            | 샤롯데씨어터                                                          |
| 113화 | 4월 4일  | 외제차 정비       | 권은비 게스트 출연                                                    |
| 114화 | 4월 11일 | 바텐더            | 대니 구 게스트 출연                                                   |

## 돈 워크맨

### 2022년
본 프로그램은 질병관리청 방역 지침에 따라, 코로나19 범유행과 관련해 출연진, 스태프 관계자들의 개인 위생수칙을 준수합니다.
| 회차       | 공개일   | 컨텐츠                            | 비고                                   |
| ---------- | -------- | --------------------------------- | -------------------------------------- |
| 1화        | 2월 16일 | 투자단 창단                       | NH투자증권 투자증권 강방천 게스트 출현 |
| 2화        | 3월 2일  | 1차 투자 현황 확인                | NH투자증권 투자증권 박민수 게스트 출현 |
| 3화        | 3월 16일 | 억만장자들의 원데이 루틴 따라하기 |                                        |
| 4화        | 3월 30일 | 단타(데이트레이팅)                | 스탁카퍼                               |
| 5화        | 4월 13일 | 가상자산 투자                     | 빗썸                                   |
| 6화        | 4월 27일 | 가상자산 투자                     | 빗썸 황현희 게스트 출현                |
| 7화        | 5월 11일 | NFT                               | 이두희 게스트 출현                     |
| 8화        | 5월 25일 | NFT                               | 기욤 패트리 게스트 출현                |
| 9화        | 6월 8일  | 심리상담                          |                                        |
| 10화(최종) | 6월 15일 |                                   | 김희욱 게스트 출현                     |

## 탐방기업

### 2020년
본 프로그램은 질병관리청 방역 지침에 따라, 코로나19 범유행과 관련해 출연진, 스태프 관계자들의 개인 위생수칙을 준수합니다.
| 회차 | 공개일    | 탐방 기업 | 비고 |
| ---- | --------- | --------- | ---- |
| 1화  | 11월 4일  | 잡코리아  |      |
| 2화  | 11월 18일 | 롯데카드  |      |
| 3화  | 12월 2일  | 네이버    |      |
| 4화  | 12월 16일 | 브랜디    |      |
| 5화  | 12월 30일 | 네오플    |      |

### 2021년
본 프로그램은 질병관리청 방역 지침에 따라, 코로나19 범유행과 관련해 출연진, 스태프 관계자들의 개인 위생수칙을 준수합니다.
| 회차 | 공개일   | 탐방 기업        | 비고 |
| ---- | -------- | ---------------- | ---- |
| 6화  | 1월 13일 | 늘품공장         |      |
| 7화  | 1월 27일 | 가비아           |      |
| 8화  | 2월 17일 | 에듀윌           |      |
| 9화  | 3월 3일  | 대학내일         |      |
| 10화 | 3월 17일 | 바른생각         |      |
| 11화 | 3월 31일 | 취업 트렌드 조사 |      |
| 12화 | 4월 14일 | 트위니           |      |
| 13화 | 4월 28일 | 이디야커피       |      |
| 14화 | 5월 12일 | 야놀자           |      |
| 15화 | 5월 26일 | 원스토어         |      |

## 외전: 월클맨

### 2024년
| 회차 | 공개일   | 탐방 기업   | 비고                               |
| ---- | -------- | ----------- | ---------------------------------- |
| 1화  | 9월 18일 | 두리안 농장 | 골든차일드의 이장준이 MC로 첫 출연 |
| 2화  | 9월 25일 | 도시락 선물 |                                    |
| 3화  | 9월 25일 | 마사지샵    | 시즌 1 종영                        |

## 결방
- 2020년 2월 28일 (퀴즈쇼) 결방
- 2021년 2월 12일

## 논란

### 일베저장소 용어 '노무' 사용 논란
2020년 3월 11일 방송된 재택부업 영상에서 일베저장소에서 주로 조롱되는 노무현 전 대통령을 비하하는 단어 '노무'를 사용해 논란이 일어났다. 이에 대해 워크맨 측은 채널 커뮤니티 탭에 ' '노무'가 사전적 의미인 '노동과 관련된 사무'라는 뜻으로 썼으며, 일베저장소에서 쓰이는 특정인 비하 단어라는 건 몰랐다'는 내용의 해명글을 올렸다. 하지만 여론은 '인터넷 유행어는 다 가져다가 자막으로 웃기는 워크맨이 이 단어의 뜻을 몰랐다는 건 말이 안된다. 그리고 요즘 누가 노무를 일한다는 뜻으로 쓰는지 모르겠다.'라는 반응이 대부분이다. 이 사건의 여파로 구독자가 400만명에서 약370만명으로 감소했었으나, 점차 회복세를 보이고 있다.